# Neurolinguistica
(Stanislas Deheane)

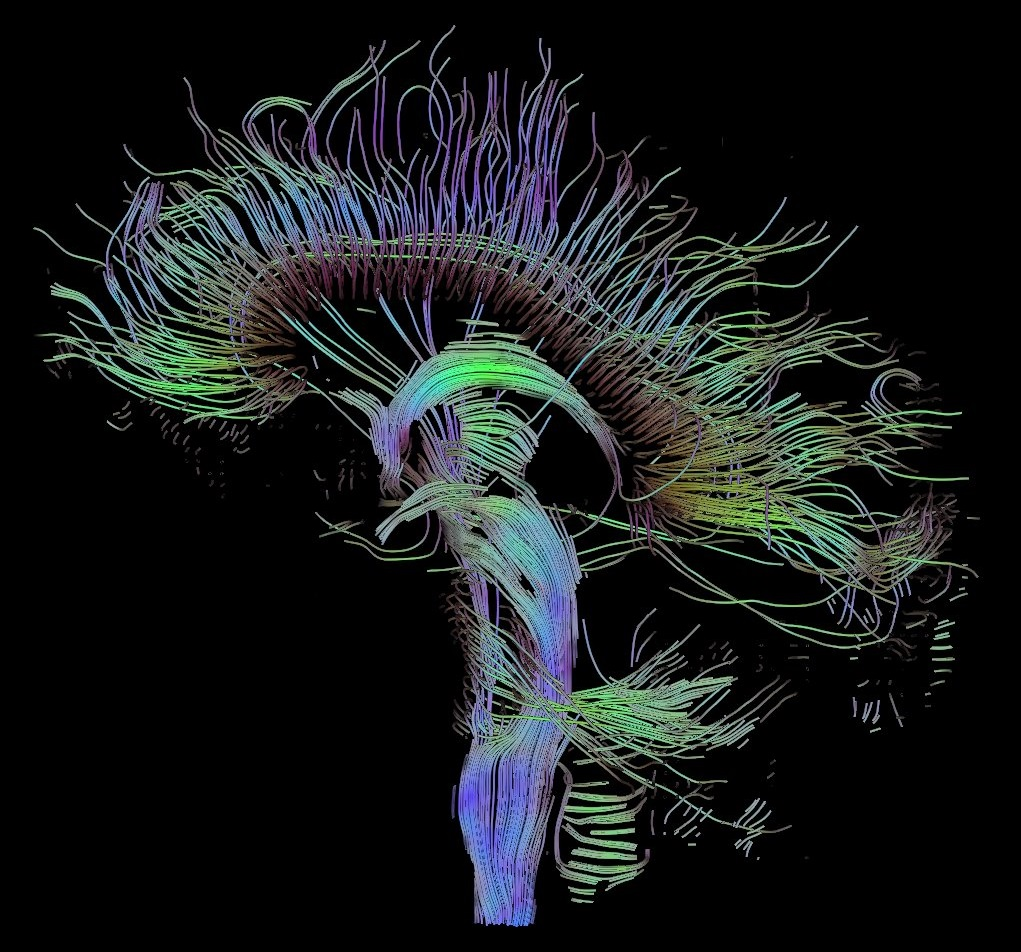
Rete neurale ripresa con tecnica DTI

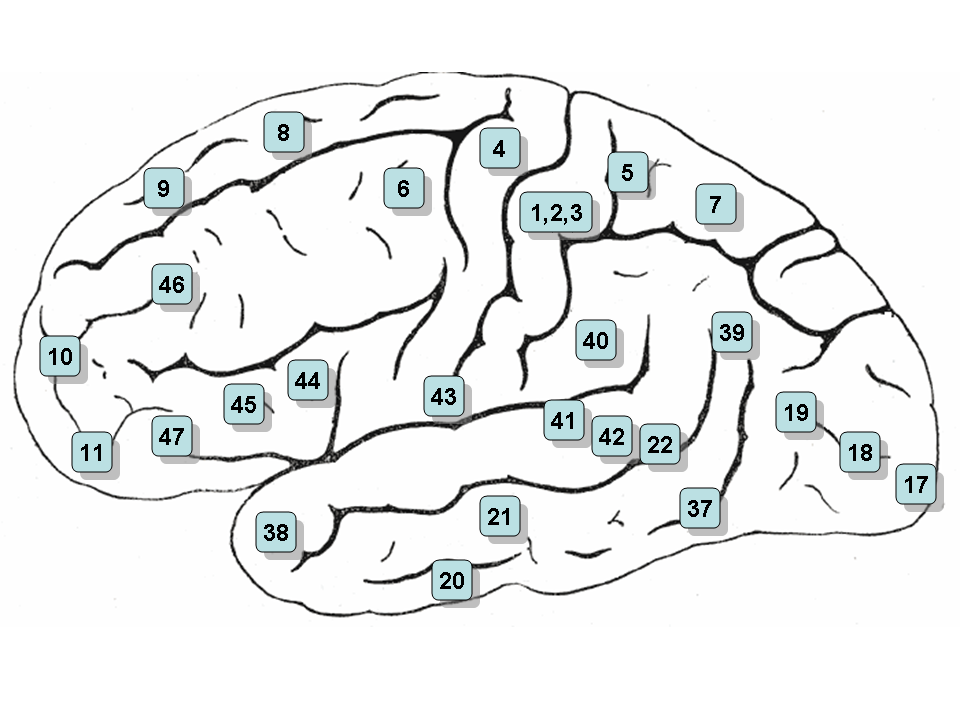
Superficie del cervello cui sopra sono indicare le aree di Brodmann

La neurolinguistica è una scienza interdisciplinare che applica teorie, metodi, strumenti e tecniche della linguistica, della psicolinguistica, della psicologia dello sviluppo, della psicobiologia e delle neuroscienze cognitive. Il suo obiettivo primario consiste nello studio dei correlati anatomo-funzionali del linguaggio, del suo sviluppo, della sua perdita e riabilitazione in seguito a lesioni cerebrali. Questi obiettivi vengono conseguiti su più fronti. Da un lato, quella che potremmo definire "neurolinguistica sperimentale" tenta di individuare le reti neurali alla base dell'elaborazione del linguaggio mediante l'ideazione di esperimenti in cui soggetti sani o pazienti con lesioni cerebrali devono eseguire specifici compiti linguistici mentre la loro attività cerebrale viene rilevata con strumenti come ad esempio la risonanza magnetica funzionale (fMRI, dall'inglese Functional Magnetic Resonance Imaging), la tomografia a emissione di positroni (PET, dall'inglese Positron Emission Tomography), l'elettroencefalogramma (EEG), la magnetoencefalografia (MEG, dall'inglese Magneto-encephalography) o alterata temporaneamente mediante somministrazione di impulsi magnetici (come nel caso della stimolazione magnetica transcranica, TMS dall'inglese Transcranic-magnetic stimulation). Dall'altro quella che potremmo definire "neurolinguistica clinica" che si occupa invece di analizzare il disturbo linguistico acquisito o congenito nel paziente cerebroleso o con ritardo intellettivo.
Il termine neurolinguistique viene utilizzato per la prima volta da Henry Hécaen in un articolo del 1968 (L'aphasie). Hécaen la descrive come un ramo della neuropsicologia concentrato sullo studio dei deficit linguistici, i cui obiettivi sono:
- descrizione e classificazione dei deficit sulla base delle loro cause (accertate o ipotizzate);
- identificazione e correlazione tra tali deficit e aree lesionate

La neurolinguistica nasce come disciplina indipendente nel 1985, con il primo numero del Journal of Neurolinguistics.

## Storia
La neurolinguistica è storicamente radicata nello sviluppo, nel XIX secolo, dell'afasologia, lo studio dei deficit linguistici (afasia) che si verificano a seguito di danni cerebrali. L'afasiologia tenta di correlare la struttura alla funzione analizzando l'effetto delle lesioni cerebrali sull'elaborazione del linguaggio. Una delle prime persone a tracciare una connessione tra una particolare area del cervello e l'elaborazione del linguaggio è stata Paul Broca, un chirurgo francese che ha condotto autopsie su numerosi individui con deficit di linguaggio e ha scoperto che la maggior parte di loro aveva danni cerebrali (o lesioni) sul lobo frontale sinistro, in una zona oggi nota come area di Broca. I frenologi avevano affermato all'inizio del XIX secolo che diverse regioni del cervello svolgevano funzioni diverse e che il linguaggio era per lo più controllato dalle regioni frontali del cervello, ma la ricerca di Broca fu forse la prima a offrire prove empiriche per tale relazione, ed è stato descritto come "epocale" e "cardine" nei campi della neurolinguistica e delle scienze cognitive. Successivamente, Carl Wernicke, da cui prende il nome l'area di Wernicke, propose che diverse aree del cervello fossero specializzate per diversi compiti linguistici, con l'area di Broca che gestisce la produzione motoria del linguaggio e l'area di Wernicke che gestisce la comprensione uditiva del parlato. Il lavoro di Broca e Wernicke ha stabilito il campo dell'afasia e l'idea che il linguaggio possa essere studiato esaminando le caratteristiche fisiche del cervello. I primi lavori in afasologia hanno beneficiato anche del lavoro del primo Novecento di Korbinian Brodmann, che ha "mappato" la superficie del cervello, dividendola in aree numerate in base alla citoarchitettura (struttura cellulare) e alla funzione di ciascuna area; queste aree, note come aree di Brodmann, sono ancora ampiamente utilizzate nelle neuroscienze oggi.
La coniazione del termine "neurolinguistica" è attribuita a Edith Crowell Trager, Henri Hecaen e Alexandr Luria, alla fine degli anni quaranta e cinquanta; Il libro di Luria "Problems in Neurolinguistics" è probabilmente il primo libro con "neurolinguistica" nel titolo. Harry Whitaker rese popolare la neurolinguistica negli Stati Uniti negli anni '70, fondando la rivista "Brain and Language" nel 1974.
Sebbene l'afasologia sia il nucleo storico della neurolinguistica, negli ultimi anni il campo si è notevolmente ampliato, grazie anche all'emergere di nuove tecnologie di imaging cerebrale (come PET e fMRI) e tecniche elettrofisiologiche sensibili al tempo (EEG e MEG), che possono evidenziare modelli di attivazione cerebrale mentre le persone si impegnano in vari compiti linguistici; le tecniche elettrofisiologiche, in particolare, sono emerse come metodo praticabile per lo studio del linguaggio nel 1980 con la scoperta dell'N400, una risposta cerebrale che ha dimostrato di essere sensibile alle questioni semantiche nella comprensione del linguaggio. L'N400 è stato il primo potenziale correlato a eventi rilevanti per la lingua ad essere identificato e, dalla sua scoperta, l'EEG e il MEG sono diventati sempre più ampiamente utilizzati per condurre ricerche sul linguaggio.

## Disciplina

### Interazioni con altri campi
La neurolinguistica è strettamente correlata al campo della psicolinguistica, che cerca di delucidare i meccanismi cognitivi del linguaggio utilizzando le tecniche tradizionali della psicologia sperimentale; oggi, le teorie psicolinguistiche e l spesso si informano a vicenda, e c'è molta collaborazione tra i due campi.
Gran parte del lavoro in neurolinguistica comporta la verifica e la valutazione di teorie avanzate da psicolinguisti e linguisti teorici. In generale, i linguisti teorici propongono modelli per spiegare la struttura del linguaggio e come sono organizzate le informazioni linguistiche, gli psicolinguisti propongono modelli e algoritmi per spiegare come le informazioni linguistiche vengono elaborate nella mente e i neurolinguisti analizzano l'attività cerebrale per inferire come le strutture biologiche (popolazioni e reti dei neuroni) eseguono questi algoritmi di elaborazione psicolinguistica. Ad esempio, esperimenti sull'elaborazione delle frasi hanno utilizzato le risposte cerebrali ELAN, N400 e P600 per esaminare in che modo le risposte cerebrali fisiologiche riflettono le diverse previsioni dei modelli di elaborazione delle frasi presentate dagli psicolinguisti, come il modello "seriale" di Janet Fodor e Lyn Frazier, e il "modello di unificazione" di Theo Vosse e Gerard Kempen. I neurolinguisti possono anche fare nuove previsioni sulla struttura e l'organizzazione del linguaggio basate su intuizioni sulla fisiologia del cervello, "generalizzando dalla conoscenza delle strutture neurologiche alla struttura del linguaggio".
| Campo                     | Questioni di ricerca in neurolinguistica |
| ------------------------- | --- |
| Fonetica                  | come il cervello estrae i suoni del parlato da un segnale acustico, come il cervello separa i suoni del parlato dal rumore di fondo                        |
| Fonologia                 | come il sistema fonologico di una particolare lingua è rappresentato nel cervello                                                                          |
| Morfologia e lessicologia | come il cervello archivia e accede alle parole che una persona conosce                                                                                     |
| Sintassi                  | come il cervello combina le parole in costituenti e frasi; come le informazioni strutturali e semantiche vengono utilizzate nella comprensione delle frasi |
| Semantica                 | come il cervello combina le parole in costituenti e frasi; come le informazioni strutturali e semantiche vengono utilizzate nella comprensione delle frasi |

### Argomenti considerati
La ricerca neurolinguistica indaga diversi argomenti, tra cui dove vengono elaborate le informazioni linguistiche, come l'elaborazione del linguaggio si svolge nel tempo, come le strutture cerebrali sono correlate all'acquisizione e all'apprendimento del linguaggio e come la neurofisiologia può contribuire alla patologia del linguaggio e del linguaggio.

#### Localizzazioni di processi linguistici
Gran parte del lavoro in neurolinguistica ha, come i primi studi di Broca e Wernicke, investigato le posizioni di specifici "moduli" linguistici all'interno del cervello. Le domande di ricerca includono quali informazioni sulla lingua del corso seguono attraverso il cervello mentre vengono elaborate, se particolari aree sono specializzate o meno nell'elaborazione di particolari tipi di informazioni, come diverse regioni del cervello interagiscono tra loro nell'elaborazione del linguaggio, e come le posizioni dell'attivazione cerebrale differiscono quando un soggetto produce o percepisce una lingua diversa dalla sua prima lingua.

#### Andamento temporale dei processi linguistici
Un'altra area della letteratura neurolinguistica riguarda l'uso di tecniche elettrofisiologiche per analizzare la rapida elaborazione del linguaggio nel tempo. L'ordinamento temporale di specifici modelli di attività cerebrale può riflettere processi computazionali discreti che il cervello subisce durante l'elaborazione del linguaggio; per esempio, una teoria neurolinguistica dell'analisi delle frasi propone che tre risposte cerebrali (ELAN, N400 e P600) siano il prodotto di tre diversi passaggi nell'elaborazione sintattica e semantica.

#### Acquisizione linguistica
Un altro argomento è la relazione tra le strutture cerebrali e l'acquisizione del linguaggio. La ricerca sull'acquisizione della prima lingua ha già stabilito che i bambini di tutti gli ambienti linguistici attraversano fasi simili e prevedibili (come il balbettio) e alcune ricerche neurolinguistiche tentano di trovare correlazioni tra le fasi dello sviluppo del linguaggio e le fasi dello sviluppo del cervello, mentre altre ricerche indagano sui cambiamenti fisici (noti come neuroplasticità) che il cervello subisce durante l'acquisizione della seconda lingua, quando gli adulti imparano una nuova lingua. La neuroplasticità viene osservata quando vengono indotte sia l'acquisizione della seconda lingua che l'esperienza di apprendimento linguistico, il risultato di questa esposizione linguistica conclude che un aumento della materia grigia e bianca potrebbe essere riscontrato nei bambini, nei giovani adulti e negli anziani.

#### Patologia del linguaggio
Le tecniche neurolinguistiche sono anche utilizzate per studiare i disturbi e le interruzioni del linguaggio, come l'afasia e la dislessia, e come si relazionano alle caratteristiche fisiche del cervello.